# طلعت حبیبی
طلعت حبیبی (۷ آبان ۱۳۰۵- ۲۶ بهمن ۱۳۸۹) زیست‌شناس ایرانی و استاد دانشگاه تهران بود. او برای نگارش کتاب جانورشناسی عمومی برندهٔ جایزه کتاب سال سلطنتی شد.